# Division Two 1997
Die Division Two 1997 war die zweite Saison der dritten englischen Rugby-League-Liga. Die ersten drei Tabellenplätze nach Ende der regulären Saison belegten die Hunslet Hawks, Rochdale Hornets und Leigh Centurions, die in die Division One aufstiegen. Der Grund dafür war, dass die Oldham Bears, die eigentlich in die zweite Liga absteigen sollten, wegen finanziellen Problemen in die dritte Liga abstiegen, wodurch drei anstatt zwei Mannschaften aus der dritten in die zweite Liga aufstiegen. 1997 reduzierte sich die Anzahl der Mannschaften von 12 auf 11, da die South Wales Dragons nicht mehr teilnahmen.

## Tabelle
|     | Team                    | Spiele | Siege | Unent. | Ndlg. | Spiel- punkte | Diff. | Tabellen- punkte |
| --- | ----------------------- | ------ | ----- | ------ | ----- | ------------- | ----- | ---------------- |
| 01. | Hunslet Hawks           | 20     | 15    | 0      | 5     | 682:256       | + 426 | 30               |
| 02. | Rochdale Hornets        | 20     | 15    | 0      | 5     | 680:347       | + 333 | 30               |
| 03. | Leigh Centurions        | 20     | 15    | 0      | 5     | 546:346       | + 200 | 30               |
| 04. | Batley Bulldogs         | 20     | 14    | 0      | 6     | 600:435       | + 165 | 28               |
| 05. | Carlisle Border Raiders | 20     | 13    | 0      | 7     | 564:384       | + 180 | 26               |
| 06. | Lancashire Lynx         | 20     | 12    | 0      | 8     | 552:393       | + 159 | 24               |
| 07. | York Wasps              | 20     | 8     | 0      | 12    | 502:517       | - 15  | 16               |
| 08. | Barrow Braves           | 20     | 7     | 0      | 13    | 335:632       | − 297 | 14               |
| 09. | Bramley                 | 20     | 5     | 1      | 14    | 353:513       | - 160 | 11               |
| 10. | Doncaster Dragons       | 20     | 3     | 1      | 16    | 247:668       | − 481 | 7                |
| 11. | Prescot Panthers        | 20     | 2     | 0      | 18    | 247:817       | − 570 | 4                |